# Poljska košarkaška reprezentacija
Poljska košarkaška reprezentacija predstavlja državu Poljskoj u športu košarci.
Krovna organizacija: Polski Związek Koszykówki (PZKosz.)
Glavni trener: Igor Miličić

## Nastupi na EP
- srebro: 1963.
- bronca: 1939., 1966., 1967.

## Nastupi na SP-ima
2 puta: 1967., 2019.

## Nastupi na OI
6 puta: 1936., 1960., 1964., 1968., 1972., 1980.

## Uspjesi mladih reprezentacija
- do 17 godina
- srebro 2010. u Hamburgu

## Poznati igrači
- Jerzy Binkowski
- Zbigniew Dregier
- Kazimierz Frelkiewicz
- Edward Jurkiewicz
- Eugeniusz Kijewski
- Grzegorz Korcz
- Wiesław Langiewicz
- Bohdan Likszo
- Mieczysław Łopatka
- Mieczysław Młynarski
- Jerzy Piskun
- Andrzej Pstrokoński
- Krzysztof Sitkowski
- Paweł Stok
- Janusz Wichowski
- Adam Wójcik
- Dariusz Zelig
- Dariusz Parzeński
- Maciej Zieliński
- Andrzej Pluta
- Marcin Gortat
- Dariusz Szczubiał

## Treneri kroz povijest
- 1936. – 1939. Walenty Kłyszejko
- 1946. Józef Pachla & Mieczysław Piotrowski
- 1947. – 1948. Józef Pachla
- 1949. Walenty Kłyszejko & Jerzy Patrzykont
- 1950. Tadeusz Ulatowski
- 1950. – 1953. Władysław Maleszewski
- 1953. Tadeusz Ulatowski & Jan Rudelski
- 1954. Andrzej Kulesza & Romuald Markowski
- 1955. Władysław Maleszewski & Jerzy Patrzykont
- 1956. Zygmunt Olesiewicz
- 1957. Jan Rudelski
- 1958. Jan Rudelski & Jerzy Patrzykont
- 1959. Zygmunt Olesiewicz & Jerzy Lelonkiewicz
- 1960. Zygmunt Olesiewicz
- 1961. Jerzy Lelonkiewicz
- 1961. Zygmunt Olesiewicz
- 1961. – 1975. Witold Zagórski

...
- 1986. – 1992. Arkadiusz Koniecki
- 1993. Tadeusz Aleksandrowicz
- 1993. – 1998. Eugeniusz Kijewski (assistant Jacek Kalinowski)
- 1998. – 2000. Piotr Langosz (assistants Jerzy Chudeusz & Ryszard Poznański)
- 2000. – 2003. Dariusz Szczubiał (assistants Andrzej Kowalczyk & Ryszard Poznański)
- 2003. – 2004. Andrzej Kowalczyk
- 2004. – 2006. Veselin Matić
- 2006. – 2008. Andrej Urlep
- 2008. – 2010. Muli Katzurin

## Vanjske poveznice
- Poljska košarkaška reprezentacija